# 鬼武者
『鬼武者』（おにむしゃ、英：Onimusha: Warlords）は2001年1月25日にカプコンからPlayStation 2用タイトルとして発売された戦国サバイバルアクションゲーム。鬼武者シリーズ第1作目。
戦国の世に突如現れた怪物・幻魔に滅ぼされた鬼の一族より鬼の篭手を与えられ鬼武者となった明智左馬介の戦いを描いた作品。
発売当初、メディアでは侍が鬼を斬るゲームとして紹介されることが多かった。現在でもゲーム関連史を除くメディアで本作を紹介する際、幻魔は「異形の魔物」と紹介される。オープニングムービーは世界最大のCGの祭典であるシーグラフ2000にて最優秀賞を日本国内企業で初めて受賞した。
国内累計出荷本数は110万本でPlayStation 2用ソフトとして初のミリオンヒットを記録した。全世界累計販売本数は202万本。
発売翌年には新たな敵、要素、エリアを追加し、アイテムの配置を見直したXbox版『幻魔 鬼武者』が発売された。2018年から2019年にはPlayStation 4、Xbox One、Nintendo Switch、Steam向けにHDリマスターされた。

## システム
プレーヤーは主人公である左馬介を操作するが、途中2度ほど左馬介の代わりに相棒でくノ一であるかえでを操作することもある。
敵に対して左馬介は刀や蹴りによる近接攻撃および火縄銃・弓矢といった遠距離武器で応戦する。遠距離攻撃は武器を構えないと使用できないが、かまえながらの移動は可能である。一方でかえでは小太刀や蹴りによる近接攻撃およびくないによる遠距離武器で応戦する。
途中鬼の力の宿った「玉」を入手できる。玉を装備し「鬼力」を消費することで、雷・炎・風を帯びた攻撃「戦術殻」を繰り出すことができる。また玉は封印された扉を開くのにも用いる。
敵からの攻撃を防ぐには「防御」を用いるか、武器を使用して「弾き返し」を行う。また敵との武器同士で「鍔迫り合い」が発生することもあるほか、敵の攻撃を受ける寸前にタイミングよく攻撃したり、直前ガードによって弾き返してから攻撃すると、ボス以外の幻魔を一撃で倒すことができる。この「必殺」は左馬介には「一閃」と「弾き一閃」、かえでには「首斬り」が用意されている。
敵から攻撃を受けることで「体力」が減少し、ゼロ未満になるとゲームオーバーになるが、アイテムを使用することで回復できる。
成長要素としては幻魔を倒した際に入手できる「魂」を用いることで玉・刀剣の強化が行える。
クリア特典として、次回作品（『鬼武者2』）の予告が収録されているが、予告編に登場する「柳生十兵衛」は実際の『鬼武者2』とは違い、通説どおりの隻眼である。

## あらすじ
1560年（永禄3年）、織田信長は天下統一を目指して京へ向かっていた今川義元を桶狭間にて討ち取った（桶狭間の戦い）が、一方で敵の放った矢によって、信長は喉を貫かれ倒れる。その様子を高みから見物していたのが、後に本能寺で信長に対して謀反を起こす明智光秀の従兄弟である明智左馬介秀満であった。
翌年、美濃を治める斎藤義龍の居城である稲葉山城で兵が消える事件が発生し、不安を感じていた義龍の妹である雪姫は左馬介へ手紙を送り、それを受け取った左馬介は稲葉山城へ駆けつけるも、雪姫は幻魔によってさらわれていた。左馬介は道中で出会ったくノ一のかえでとともに雪姫を救出するべく、稲葉山城の天守閣や本丸、幻魔の住む幻魔界を進んで行く。

## 登場人物
明智左馬介秀満
声 - 金城武
キャプチャーモデル - 金城武
主人公。24歳。明智光秀の娘婿、明智秀満がモデル。
凄腕の若武者として知られ、幻魔にさらわれた従姉妹の雪姫を追って稲葉山城へと向かう。その途中、鬼の一族により鬼の篭手を授けられ、鬼武者としての運命を辿ることになる。かつて光秀の勧めで海外を旅したことがあり、稲葉山城で出会った夢丸にそのことを伝える。地獄門の中で雪姫と夢丸を生贄にする暗黒儀式を行おうとする幻魔王フォーティンブラスと対峙、かえでと共に雪姫と夢丸をかろうじて救い出すも、自身はフォーティンブラスに捕まってしまい握りつぶされて絶命しかけるが、その際に口から吐き出した血が鬼の篭手にかかったことで真鬼武者へと覚醒し、フォーティンブラスを倒す。崩壊した城から脱出した後は忽然と姿を消し消息不明となる。
かえで
声 - 高森奈緒（『1』） / 小松未可子（『1HD』）
左馬介の相棒として共に旅をするくノ一。武器は小太刀とくない。18歳。もとは左馬介暗殺に差し向けられた伊賀の忍だった。生身の人間ではあるが、その戦闘能力は高僧の念を込められた｢反鬼の小太刀｣を手に中等幻魔を一人で倒すほどである。
幻魔王・フォーティンブラスを倒して以降、『1』のエンディングでは行方不明になった左馬介を探し続けたが見つけることはできず、後に左馬介の叔父である光秀に隠密として抱えられ数々の功績を残したが、山崎の合戦で死亡したことになっている。
雪姫
声 - 岡村明美（『1』） / 名塚佳織（『1HD』）
18歳。斎藤道三の娘。左馬介の従兄弟。稲葉山城の異変にいち早く気づき、唯一頼れる存在である左馬介に救援を乞う。政略結婚の道具として自由のない生活を送っていたために、自分と同じように弱い存在であった夢丸を放っておけずに連れ帰り、弟のようにかわいがった。
幻魔界でフォーティンブラスに暗黒儀式の生贄にされそうになるも、左馬助とかえでによって救出される。エンディングでは斎藤家没落後、今井宗久のもとへと身を寄せた後、夢丸と共に南蛮船に乗って世界へと旅立った。
夢丸
声 - 津村まこと（『1』） / 金元寿子（『1HD』）
12歳。さらわれた雪姫を救出しようと奮闘する少年。先の合戦で両親を亡くした際に拾い育ててくれた雪姫を実の姉のように慕っている。暗黒儀式の際に雪姫を絶望させるために、幻魔らによって攫われ雪姫の目の前で殺されそうになる。稲葉山城での決戦から生き残った後、左馬介の助言の通りに日本を出て、世界を放浪してその目で見て回った。
鬼の一族
声 - 永井一郎
左馬介に鬼の篭手を授けた人物。実体は無く、魂のような形で登場する。
みのおやじ
声 - 浜田賢二
ミノムシのように天井からぶら下がった蓑に入った謎の人物。稲葉山城の詰所と枯れ井戸に出現し、主人公を魔空空間へと連れて行く力を持つ。鬼の篭手を人間界に出現させるきっかけを作った。

### 幻魔の勢力
フォーティンブラス
声 - 大塚明夫（『1』） / 楠見尚己（『幻魔鬼武者』戦闘時のみ） / 立木文彦（『1HD』）
最終ボス。初代幻魔王にして、宇宙の混沌から生まれた創造神。白い大蛇のような下半身に翼が生えた異形の上半身を持つ。額にある第三の目が弱点。もっとも、この姿は暗黒儀式のためであり、真の姿は幻魔の中でも知る者はいない。
稲葉山城から繋がる幻魔界で暗黒儀式を行おうとするが、その場に駆け付けた左馬助に切り伏せられる。一瞬の隙を突いて左馬助を捕まえ握り潰そうとするが、真鬼武者へ覚醒した左馬介に額を貫かれ絶命する。
織田信長
声 - 大塚明夫（『1』） / 立木文彦（『1HD』）
尾張を所領とする戦国大名。27歳。桶狭間の戦いで敵の矢により討死したものの、ギルデンスタンによってその身に幻魔の血と力を得て蘇る。
復活した直後に幻魔王フォーティンブラスと契約を結び、暗黒儀式によってフォーティンブラスの力を授かろうとするが、フォーティンブラスが左馬介に倒されたことで失敗に終わる。この時左馬介と相まみえている。エンディングでは斎藤龍興が家督を継いだ後、稲葉山城を攻め落とすことに成功した。
ギルデンスタン
声 - 大木民夫（『1』） / 大塚芳忠（『1HD』）
創造神と並び、はるか昔より存在していた高等幻魔。卓越した頭脳を持ち、幻魔界最高の科学者として、人類の歴史に匹敵するほどの歳月を邪な研究に費やしてきたマッドサイエンティスト。死んだ生命を蘇生させたり、人間などを素体にしてさまざまな造魔を造り出してきた。自ら創り出した造魔を「私の息子」と呼んでいる。
戦死した信長を甦らせ、稲葉山城内を進む左馬介とかえでの前に姿を現す。地獄門を抜けて幻魔界の入り口に立った左馬助に、自分の手で改造したマーセラスをけしかける。
オズリック
声 - 楠見尚己
雪姫を稲葉山城本丸へと連れ去った幻魔。高等幻魔だが、感情的な言動からはあまり知性は感じられない。武器は岩石も破壊する巨大な鉄の棍棒。人間を食べることを好み、左馬介は「うまそうな人間」であると発言している。
稲葉山城の北側を通る大手道で、まだ鬼武者となっていない左馬助を退け、三ツ目の手から奪い返された雪姫を再び攫う。地下墓地で左馬介に倒された後、「今度はお前がねずみの餌になりやがれ」と吐き捨てられる。
ヘキュバ
声 - 幸田夏穂（『1』） / 佐古真弓（『1HD』）
ごく一握りのシャルカが成長を遂げることでなる巨大な蜂の姿をした高等幻魔。三重櫓に巣をつくり、シャルカたちを城内に送り込んだ。幻魔界に通じる「地獄門」を召喚することのできる数少ない幻魔の一人。
戦闘においては、上空から隙を突いて襲い掛かり、両腕の鎌で引き裂くか、腹部の先端にある針で刺し貫く。
雪姫の世話係だった「ぬい」を殺して彼女に成りすまし、幻魔界へ夢丸を連れ去った後三重櫓に入り込んだ左馬介に襲い掛かるが返り討ちにされ、かえでの機転で仕掛けた爆弾によって建物ごと吹き飛ぶ。
木下藤吉郎
声 - 大川透（『1』） / 高木渉（『1HD』）
25歳。百姓出身の信長の腹心で後の天下人。織田軍で信長と幻魔の関係を知る唯一の人間。弱肉強食を世の理と考えている。絶対の忠誠を誓っているように見えるが、心の奥底では自身の出世のみを願っている。
足軽の兵装を身に付け、暗黒儀式に必要な夢丸を追う傍ら、左馬助に織田家への仕官を勧める。

## 開発
当初は「戦国バイオ」でPlayStationの予定であり、ホラー色の強いものだった。
プロデューサーの稲船敬二が後に語ったところによれば、本作の制作のきっかけは、元々稲船が『バイオハザード2』のプロモーションなどにプロデューサーとして関わっていた際に「自分なら『バイオハザード』はこう作る」との思いが強くなったため、ちょうど『バイオ2』の開発過程で没になった通称『バイオハザード1.5』のゲームエンジンで遊んでいたことも重なり、『バイオ1.5』のエンジンの再利用を兼ねて自分なりの『バイオ』を作り始めたことだったという。そのため「戦国バイオ」も単なる通称ではなく、開発当初のカプコン社内での仮名称であった。
タイトル候補がいくつかあり、「鬼武者」の他に「斬り斬り舞」、「ノブとマゲ」、「鬼頭戦士さまのすけ」があった。社内で候補を決め、採用者にはPS2がプレゼントされた（社員の自腹だった）。
主人公の明智左馬之介は金城武の顔から石膏でライフマスクから作られた。名前が明智左馬介なのは、実在した明智秀満の通称である「左馬助」と被らないためと実際の歴史のパラレルワールドを意識したため。
2000年12月23日には渋谷QFRONTにおいて、先行体験イベントが開催された。2001年1月17日には完成記者会見が開催された。会見では稲船によって、開発に3年かかった点が語られ、シナリオを担当したフラグシップの杉村升によって、シナリオはシンプルにし、歴史を取り込みながらもファンタジー要素を取り入れたことで『バイオハザード』とは差別化したことが語られた。音楽を担当した佐村河内守は、クラシック音楽では異例の205名の人数を用いた点、歴史感を追求するために和楽器を用いた点が語られた。

### 制作スタッフ
- プロデューサー：稲船敬二
- ミュージックコンポーザー：佐村河内守（新垣隆の作品であると2014年2月に判明）
- 指揮：新垣隆
- 副指揮：小内將人
- 演奏：新日本フィルハーモニー交響楽団
- 邦楽奏者
  - 横山勝也（尺八）
  - 沢井一恵（琴）
  - 大倉正之助（太鼓）
  - 久田舜一郎（小鼓）
  - 吉谷潔（締太鼓）
  - 一噌幸弘（能管）
  - 野田節子（笙）
  - 稲葉明徳（篳篥）
  - 田中悠美子（義太夫三味線）
  - 竹澤悦子（三味線）
  - 鯉沼廣行（篠笛）
  - 中村鶴域（琵琶）
  - 林英哲（和太鼓）
  - 榎木淳（OPUS CORP.）
- サウンドエフェクト：柴崎憲治（アルカブース）
- ゲストクリエイター：金城武
- CGムービープロデューサー（オープニング）：福本隆司
- CGムービープロデューサー（中間・エンディング）：倉澤幹隆（ロボット）
- CGムービーディレクター（オープニング）：佐藤嗣麻子
- CGムービーディレクター(中間・エンディング）：金田龍
- キャラクター（左馬介）造型：原口智生（中州プロ）
- モンスター造型：竹谷隆之
- モーションキャプチャー・アクションコーディネーター：阿部光男（AAC）
- モーションキャプチャー・アクター：阿部光男
- モーションキャプチャー演出：三ツ村鐵治
- シナリオ：杉村升、曽田博久、吉田伸、酒井直行、株式会社フラグシップ
- 絵巻制作：野口竜（東映）
- 監督：竹内潤
- 制作協力：三上真司

## 評価
本作に搭載された「一閃/弾き一閃」のシステムに関して、稲船が黒澤明の映画のファンであり、GameSparkのライター・G.Suzukiは『椿三十郎』などの映画の居合の要素が取り入れられたのではないかと考察している。またG.Suzukiは、本作のキャラクターは顔をクローズアップしても再現度が高いことから、フォトリアルによる表現の追求を加速させたと述べ、全てがフル3Dでないものの、一部楽曲にオーケストラが導入されたことからも「映画のようなゲーム」という表現が現実味を増したと評価した。
ゲームライターのベニー松山は公式ホームページ内のコラム「鬼武者、もう少しだけ」において、主人公の明智左馬介は鬼武者世界に転生した金城武そのものであり、演技や台詞も金城自身の肉声であることから、世界初日本発のポリゴン役者と言うほかないと評している。また同コラムにおいてベニーは、背景を擬似3Dで構築しポリゴンキャラクターを動かす手法に『バイオハザード』との類似を指摘する。しかし『バイオハザード』の戦闘システムは主人公が敵に銃弾を撃つ直線的アクションにして、少しずつ迫ってくる敵を倒す、時間とのせめぎ合いにすることで恐怖の演出およびホラー要素を強調させたが、本作は敵の攻撃を回避しつつ、斬撃を繰り出し、隙があれば必殺を行うアクションの自由度の高さに違いがあり、格闘ゲームのように慣れてきて主人公を自在に操れるようになってからが面白いと評している。

## 受賞歴
- シーグラフ2000 Electronic Theater部門 最優秀賞 - オープニングムービー（監督：佐藤嗣麻子）
- 文化庁メディア芸術祭 第5回 デジタルアート（インタラクティブ）部門 審査委員会推薦作品[27]

## 関連商品
- 『鬼武者 オリジナル・サウンドトラック / 交響組曲「ライジング・サン」』佐村河内守（新垣隆）、カプコン（セルピュータ レーベル）、2001年1月11日
- 『鬼武者 最速攻略本 FOR BEGINNERS』（最速攻略本シリーズ）、デジキューブ、2001年、ISBN 492507590X
- 『鬼武者 超攻略絵巻』アミューズブックス、2001年、ISBN 4906613691
- 『鬼武者 完全攻略ガイド』（電撃ムックシリーズ 電撃攻略王DEEP）、KADOKAWA、2001年、ISBN 4840218072
- 『鬼武者 解体真書』スタジオベントスタッフ、エンターブレイン、2001年3月12日、ISBN 4757703902

## 他機種版
幻魔 鬼武者
2002年2月22日にXbox向けに発売された。
明智左馬介のモデルを演じ、ゲストクリエイターとして制作に関わった金城武は『鬼武者3』の制作発表時に、『鬼武者』は操作が簡単であることで多くの人が楽しめた一方で個人的にはもう少し難しくしてほしかったと語り、この意向に応えて本作が制作された。
テレビコマーシャルにはグラビアアイドルの杏さゆりが起用され、内容は本作のコンセプトである「バッサリ感」を、自分の毛髪をハサミで切り落として表現するというもので、それに加えて美しさや怖さも表現した。杏にとっては初めての主役となるCMであったが、プロデューサーの稲船は起用の理由として、Xboxは今後広まるハードであるため、同様に今後活動を広げていきそうな人物に依頼したかったためと語っている。
関連商品
- 『幻魔鬼武者 完全攻略ガイド』（CAPCOM完璧攻略シリーズ 11）、カプコン、2002年、ISBN 4575163082

鬼武者 HDリマスター版
2018年12月20日にPlayStation 4、Xbox One、Nintendo Switch向けに発売され、2019年1月16日にSteam向けに配信開始された。
限定商品に『鬼武者 幻魔封印箱』あり。
オリジナルからの変更点は画面比率を従来の4:3表示から16:9に変更できる点、サブキャラクターのキャストが変更された点、アナログスティックに対応した点、難易度「易しい」を最初から選択できる点である。
テーマソングにはROOKiEZ is PUNK'Dの「Cleave 〜一刀両断〜」が採用された。
ミュージックコンポーザーはオリジナルの佐村河内守（新垣隆）から近藤嶺、小林翔、望月景介に変更された。